# 782 (numero)
Settecentottantadue (782) è il numero naturale dopo il 781 e prima del 783.

## Proprietà matematiche
- È un numero pari.
- È un numero composto con 8 divisori: 1, 2, 17, 23, 34, 46, 391, 782. Poiché la somma dei suoi divisori (escluso il numero stesso) è 514 < 782, è un numero difettivo.
- È un numero sfenico.
- È un numero odioso.
- È un numero intoccabile.
- È un numero congruente.
- È un numero di Harshad nel sistema numerico decimale.
- È un numero intero privo di quadrati.
- È un numero nontotiente (per cui la equazione φ(x) = n non ha soluzione).
- È un numero palindromo e un numero a cifra ripetuta nel sistema di numerazione posizionale a base 33 (NN).
- È un numero colombiano nel sistema numerico decimale.
- È parte delle terne pitagoriche (240, 782, 818), (368, 690, 782), (782, 6624, 6670), (782, 8976, 9010), (782, 152880, 152882).

## Astronomia
- 782 Montefiore è un asteroide della fascia principale del sistema solare.
- NGC 782 è una galassia spirale della costellazione di Eridano.
- IC 782 è una galassia nella costellazione della Vergine.

## Astronautica
- Cosmos 782 è un satellite artificiale russo.

## Altri ambiti
- Route nationale 782 è una strada statale della Francia.